# クエンティン・タランティーノ映画祭
クエンティン・タランティーノ映画祭（クエンティン・タランティーノえいがさい、英: Quentin Tarantino Film Festival、またはQT-Fest、1997年 - ）は映画とマルチメディアのイベントである。このイベントはアメリカ合衆国テキサス州オースティンのオースティン映画協会が開催し、このイベントには映画監督のクエンティン・タランティーノが出席する。直近では、テキサス州オースティンの繁華街にあるアラモ・ドラフトハウス劇場（Alamo Drafthouse theater）が開催地に選ばれた。このイベントは通常、数日間開催され、このイベントのときタランティーノは自分のお気に入りの映画の数々の中から選んだ一作品を上映するわけだが、その際には彼自身が所有しているフィルムを用いる。